# 周集乡 (商丘市)
周集乡，是中华人民共和国河南省商丘市梁园区下辖的一个乡镇级行政单位。

## 行政区划
周集乡下辖以下地区：
周集村、杨阁村、张庄村、孔阁村、小陈楼村、王窑村、陈楼村、何庄村、贾庄村、杨楼村、曹楼村、范庄村、宋楼村、关庄村和河滩村。